# 沙普特拉
沙普特拉（法語：Chaptelat，法語發音：[ʃaptəla]）是法国新阿基坦大区上维埃纳省的一个市镇，位于该省中南部，属于利摩日区。

## 地理
沙普特拉（45°54'32"N, 1°15'34"E）面积17.92 平方千米，位于法国新阿基坦大区上维埃纳省，该省份为法国中西部省份，北起顺时针与安德尔省、克勒兹省、科雷兹省、多爾多涅省、夏朗德省和维埃纳省接壤。
与沙普特拉接壤的市镇（或旧市镇、城区）包括：博纳克拉科特、库泽克斯、利摩日、尼约勒、圣茹旺。

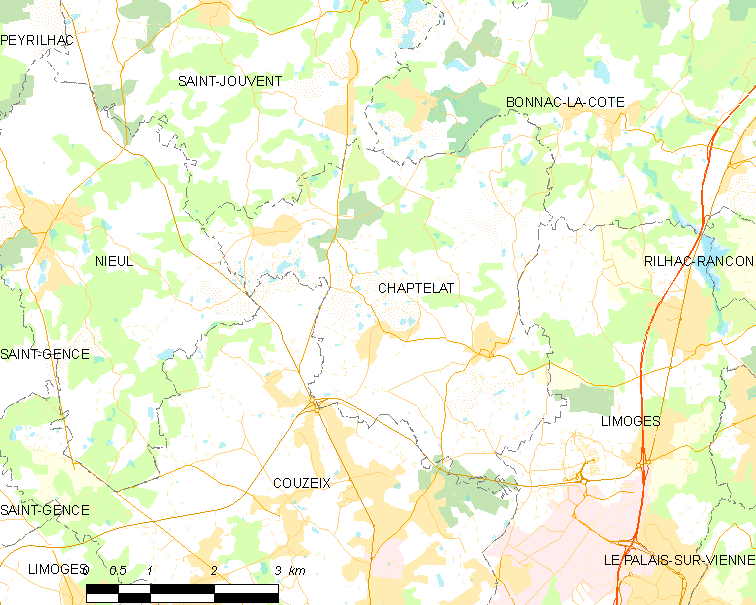
沙普特拉的OSM定位图

沙普特拉的时区为UTC+01:00、UTC+02:00（夏令时）。

## 行政
沙普特拉的邮政编码为87270，INSEE市镇编码为87038。

## 政治
沙普特拉所属的省级选区为库泽克斯县。

## 人口

1962-2008年间沙普特拉人口变化图示

沙普特拉于2022年1月1日时的人口数量为2096人。